# Mercado Elisabeth

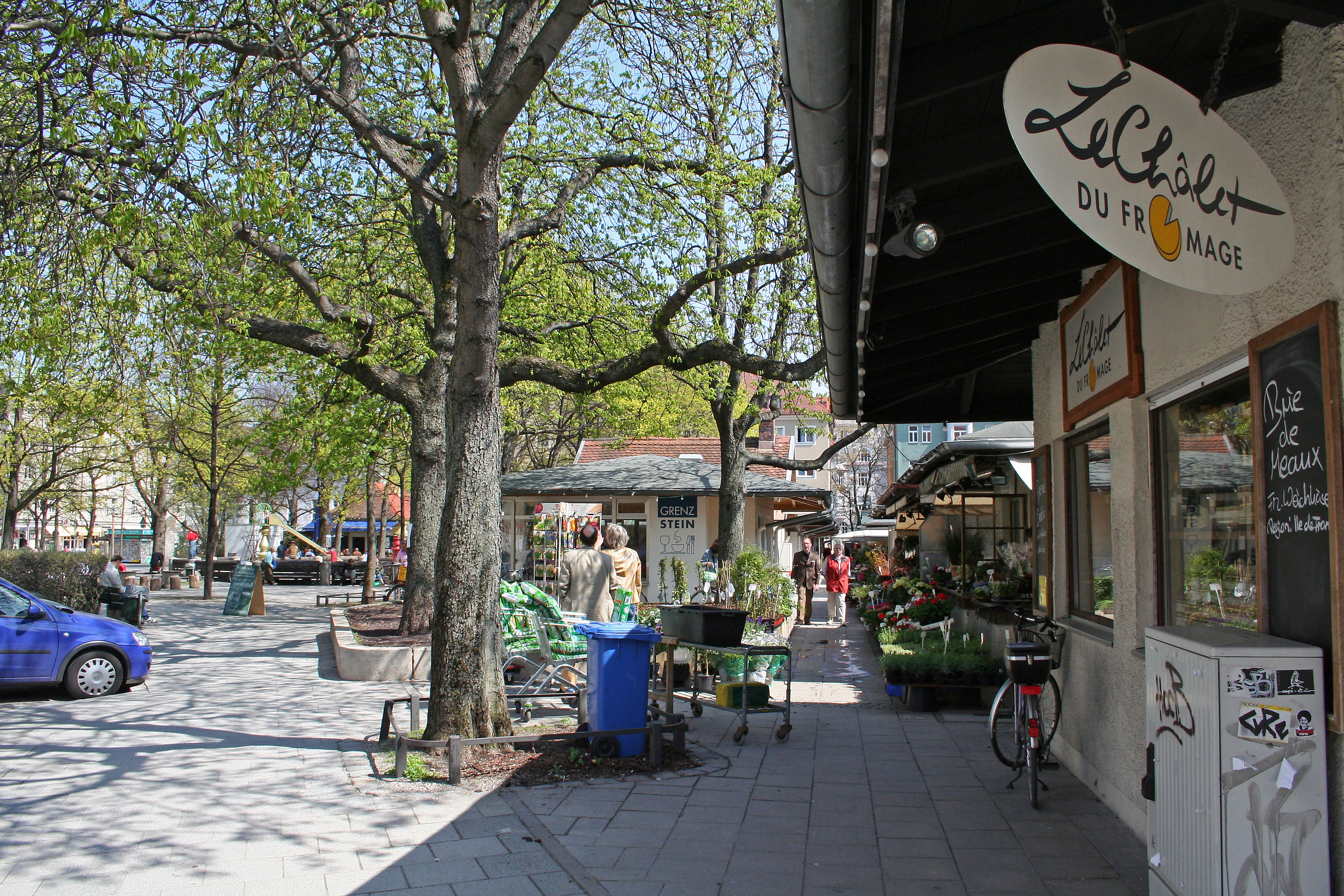
Mercado Elisabeth de Múnich.

El Mercado Elisabeth está situado en el corazón del barrio de Schwabing de Múnich. Allí se adquieren alimentos frescos desde hace más de 100 años. Este mercado, llamado así en honor a la emperatriz austríaca Elisabeth (Sissi), ofrece una completa variedad de productos que van desde la fruta a la verdura, pasando por la carne y las aves, hasta ultramarinos de primera calidad y puestos de comida rápida.

## Historia

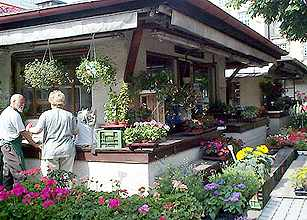

En 1898 se procedió a denominar la Elisabethplatz y la Elisabethstrasse (respectivamente, plaza y calle Elisabeth) en conmemoración de la emperatriz Elisabeth de Austria (1837-1898), más conocida como Sissi. Hija del duque Maximiliano de Baviera y prima del rey Luis II de Baviera, contrajo matrimonio en 1894 con el emperador Francisco José I de Austria, a quien ya en 1894 se le había dedicado la calle Franz-Josephstrasse. La pareja visitaba a menudo a sus parientes en el barrio de Schwabing. El mercado de la Elisabethplatz fue fundado en 1903. Sin embargo, sus orígenes se remontan a mucho tiempo atrás, ya que dicho mercado se radicaba antiguamente en el Maffeianger (espacio verde situado en el propio barrio), fundado en 1880 y siendo trasladado en 1903 a la Elisabethplatz por razones de remodelación urbanística. El Mercado de la Elisabethplatz fue fundado el 1 de octubre de 1903 por decreto de la alcaldía. Durante la movilización de la I Guerra Mundial el mercado contaba con una oficina de reclutamiento propia, en la cual se podían suscribir bonos de guerra. El mercado en sí constaba de un par de puestos fijos de venta, así como otros diarios, que la Alcaldía ponía a subasta cada 5 años o que eran sorteados por el inspector del mercado. En 1903 se construyó el pabellón del mercado, quedando posteriormente destruido durante los bombardeos de la II Guerra Mundial, que asimismo dañaron seriamente la totalidad del mercado. No obstante, su actividad continuó, en la medida de lo posible, gracias al talento improvisatorio de los comerciantes y de la Administración Local.

## Horarios de apertura

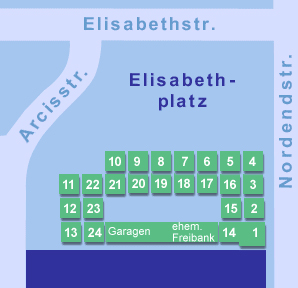

Los horarios oficiales de apertura son lunes a sábados, como muy tarde hasta las 20 horas, con excepciones para floristas, panaderos y restauradores.